# Fiqh-Rat von Nordamerika
Fiqh-Rat von Nordamerika (Fiqh Council of North America, Abk. FCNA) in den Vereinigten Staaten von Amerika ist ein 1986 gebildetes Gremium von bekannten islamischen Gelehrten, die Muslime bei der Anwendung des Scharia-Rechtes in nordamerikanischen Kontext berät.
Muzammil H. Siddiqui, sein ehemaliger Vorsitzender, war „im Namen aller Mitglieder des Fiqh-Rates von Nordamerika“ einer der 138 Unterzeichner des offenen Briefes Ein gemeinsames Wort zwischen Uns und Euch (engl. A Common Word Between Us & You), den Persönlichkeiten des Islam an „Führer christlicher Kirchen überall“ (engl. „Leaders of Christian Churches, everywhere …“) sandten (13. Oktober 2007).

„Es waren also gute Gründe, die den obersten muslimischen Geistlichen im US-Heer, Major Abdul-Rasheed Muhammed, vor der Invasion in Afghanistan veranlassten, höchsten Rat einzuholen, ob Muslime gegen Muslime Krieg führen dürfen. Der muslimische Fiqh-Rat von Nordamerika erließ eine Fatwa, dass dies gestattet sei: "Alle Muslime müssen einig sein gegen jene, die Unschuldige terrorisieren, und jene, welche die Tötung von Zivilisten ohne gerechte Begründung zulassen."“